# Houda Benyamina
Houda Benyamina (Viry-Châtillon, 30 novembre 1981) è una regista francese di origine marocchina.

## Biografia
Houda Benyamina nasce a Viry-Chatillon e vive a Parigi. Frequenta numerose scuole di recitazione tra cui l'ERAC (Ėcole Régionale d'Acteurs de Cannes), l'Accademia di Minsk in Bielorussia e il prestigioso Actors Studio di New York. Realizza diversi cortometraggi trasmessi dalle reti televisive francesi.
Nel 2005 fonda l'organizzazione no-profit 1000 Visages per diffondere la conoscenza del cinema a un pubblico sempre più ampio. Il suo cortometraggio Ma poubelle géante è stato presentato nel 2008 in numerosi festival internazionali.

## Filmografia

### Cinema
- Paris vs Banlieue - cortometraggio (2006)
- Taxiphone Francaoui - cortometraggio (2006)
- Le clou en chasse un autre - cortometraggio (2006)
- Ma poubelle géante - cortometraggio (2008)
- Sur la route du paradis - mediometraggio (2011)
- Le Commencement - cortometraggio (2011)
- Divines (2016)

### Televisione
- The Eddy - miniserie TV, 2 episodi (2020)

## Riconoscimenti

### Festival di Cannes
- 2016: – Caméra d'or per Divines
- 2016: – Premio SACD per Divines

### Premio César
- 2017: – Migliore opera prima per Divines
- 2017: – Nominata a miglior film per Divines
- 2017: – Nominata a miglior regista per Divines
- 2017: – Nominata a migliore sceneggiatura originale per Divines

### Globo di Cristallo
- 2017: - Nominata a miglior film per Divines

### BFI London Film Festival
- 2016: - Nominata a migliore opera prima per Divines